# Somerford
Somerford – osada i civil parish w Anglii, w Cheshire, w dystrykcie (unitary authority) Cheshire East. W 2011 roku civil parish liczyła 430 mieszkańców. Somerford jest wspomniana w Domesday Book (1086) jako Sumreford.